# Idioma hiw
El idioma Hiw (a veces escrito Hiu) es una lengua austronesia que es hablada en Hiw, en las Islas Torres en Vanuatu. El idioma es hablado aproximadamente por 280 personas, y se considera un idioma en peligro de extinción. 
El Hiw tiene 9 fonemas vocales (/i ɪ e ɵ ə a ʉ o ɔ/) y es el único idioma autronesio que tiene el fonema /g͡ʟ/ en su alfabeto. Esta es la única consonante líquida del idioma.
Su código en ISO 639-3 es hiw.